# Omaha (Illinois)
Omaha és una població dels Estats Units a l'estat d'Illinois. Segons el cens del 2000 tenia 263 habitants.

## Demografia
Segons el cens del 2000, Omaha tenia 263 habitants, 124 habitatges, i 68 famílies. La densitat de població era de 122,3 habitants/km².
Dels 124 habitatges en un 25,8% hi vivien nens de menys de 18 anys, en un 46% hi vivien parelles casades, en un 5,6% dones solteres, i en un 44,4% no eren unitats familiars. En el 39,5% dels habitatges hi vivien persones soles el 23,4% de les quals corresponia a persones de 65 anys o més que vivien soles. El nombre mitjà de persones vivint en cada habitatge era de 2,12 i el nombre mitjà de persones que vivien en cada família era de 2,88.
Per edats la població es repartia de la següent manera: un 20,9% tenia menys de 18 anys, un 8,7% entre 18 i 24, un 28,5% entre 25 i 44, un 18,3% de 45 a 60 i un 23,6% 65 anys o més.
L'edat mediana era de 42 anys. Per cada 100 dones de 18 o més anys hi havia 96,2 homes.
La renda mediana per habitatge era de 23.750 $ i la renda mediana per família de 36.250 $. Els homes tenien una renda mediana de 25.208 $ mentre que les dones 15.250 $. La renda per capita de la població era de 12.766 $. Aproximadament el 9,5% de les famílies i el 18,8% de la població estaven per davall del llindar de pobresa.

## Poblacions més properes
El següent diagrama mostra les poblacions més properes.